# Tannenbergi csata (1914)
Az első tannenbergi csatát lásd a Grünwaldi csata szócikkben!
A tannenbergi csata az első világháború keleti frontján zajlott le az Orosz Birodalom és a Német Birodalom között. A csatában négy orosz hadtest teljesen megsemmisült, a 2. hadsereg szétszóródott, az 1. hadsereg pedig visszavonulásra kényszerült az oroszok kétszeres létszámfölénye ellenére.

„31-én este nincs információ a 2. hadsereg csapatainak helyzetéről… Nincsenek hírek a XIII. hadtestről. Katonák a XV. hadtestből csoportokban érkeznek Osztrolenkába. A XXIII. hadtest az I. hadtesttel együtt harcol, egy részük a XV. hadtesthez csatlakozott.”

– Az orosz Északnyugati Főhadiszállás jelentése, 1914. augusztus 31.

## Előzmények
Az 1914-es német stratégia szerint a birodalom hét hadsereget küld a nyugati frontra, hogy mihamarabb térdre kényszerítse Franciaországot (Schlieffen-terv), míg a lassabban mozgósító Oroszország ellen a keleti határon csak a 8. hadsereget hagyták. Kelet-Poroszország védelme azonban sokkal kritikusabbá vált azáltal, hogy az orosz mozgósítás gyorsabban ment végbe, mint ahogy arra a németek számítottak. Augusztus 20-án a gumbinneni csata döntetlenül végződött, a német parancsnok, Max von Prittwitz pedig attól félt, hogy a nagyobb orosz erők bekerítik, ezért vissza akart vonulni a Visztula nyugati oldalára. A német főparancsnokság erre leváltotta, helyére a reaktivált Paul von Hindenburgot tette meg parancsnoknak, vezérkari főnökének pedig Erich Ludendorffot, a belgiumi hadjárat egyik hősét nevezte ki.
Amikor Hindenburg és Ludendorff megérkeztek keletre, folytatták a Hoffmann ezredes által kezdeményezett terv végrehajtását. Hoffmann előzetes elképzelése (melyet Prittwitz még leváltása előtt jóváhagyott) az volt, hogy az 1. hadtestet átdobja Szamszonov ellen, miközben az 1. tartalék- és a 17. hadtest folytatja a visszavonulást nyugat felé. Ezután Ludendorff, látva, hogy Rennenkampf még Gumbinnen mellett tartózkodik, nagy kockázatot vállalva átirányította a másik két hadtestet is a Szamszonovval szembeni frontra.
A terv kockázatos volt, de a németeknek jó információik voltak az orosz seregek mozgásáról és összhangjuk hiányáról (Szamszonov és Rennenkampf közismerten utálták egymást), ugyanis a két hadsereg nyílt rádióvonalon keresztül kommunikált. A rádióüzenetekből kiderült, hogy az oroszok nem számítanak támadásra. A német győzelem kulcsa mégis az lett, hogy az első hadsereg túl messze volt a másodiktól; a Rennenkampf parancsnoksága alá tartozó orosz csapatok nem értek oda időben, hogy felmentsék társaikat.

## A csata

### A 2. hadsereg bekerítése
Hindenburg, Ludendorff és Hoffmann a Mazuri-tavaktól nyugatra akarták csalni Szamszonov 2. hadseregét, hogy egy német hadtest megkerülhesse és bekerítse a csapdába sétáló oroszokat. A terv végrehajtását az tette lehetővé, hogy Rennenkampf - akivel szemben csak maroknyi lovasság járőrözött - tétlen maradt.
Szamszonov augusztus 26-áig nyugat felé vonult előre, mit sem sejtve az őt fenyegető veszélyről, amikor a bekerítő 1. hadtest Hermann von François vezetése alatt a hátukba került. A német főerők délnyugat felől támadtak, míg a fejlett német vasúthálózat előnyeit kihasználó Ludendorff néhány kisegítő erőt átdobott Szamszonovtól északra is, teljessé téve a bekerítést. Az oroszok egy szempillantás alatt abban a helyzetben találták magukat, hogy az eddig visszavonuló németek minden irányból ágyúzzák és támadják őket. A zavar, melyet a fenti jelentésrészlet is bemutat, súlyos veszteségeket eredményezett. Augusztus 28-ára Szamszonov XIII. és XV. hadteste súlyos összecsapásba került a németekkel. A mocsarak és a tavak gátolták Szamszonovot erői átcsoportosításában, így a két elöl lévő hadtest felmorzsolódott.

### Az 1. hadsereg visszavonulása
Bár Rennenkampf néhány egységét a német támadás szintén érintette, a parancsnoknak fogalma sem volt társa szorongatott helyzetéről. Előrenyomulását gátolták a Königsberg körül épített védművek, ráadásul azt hitte, a német hadsereg, ami valójában a 2. orosz hadsereget támadta, ellene vonult fel és őt készül megtámadni. Igazából csak egy német lovashadosztály állt előtte, de abban igaza volt, hogy a közvetlen közelében komoly német erőket mozgatnak körülötte. Rennenkampf emiatt kelet felé vonta vissza erőit, Szamszonovot támogatás nélkül hagyva.

### Végeredmény
Szeptember 2-ig az oroszok közel 50 000 halottat és sebesültet, valamint 90 000 hadifoglyot veszítettek. A németeknek 60 vasúti szerelvényre volt szükségük, hogy elszállítsák az oroszoktól zsákmányolt lovakat és felszereléseket, míg ők "alig" 10 000 halottat és sebesültet veszítettek. Szamszonov augusztus 30-án öngyilkos lett.

## Következmények
Hoffmann azt javasolta, hogy a nagyarányú győzelmet nevezzék el a közeli Tannenbergnél 1410-ben lezajlott csata után, ahol lengyel és litván harcosok lemészárolták a német lovagokat. 

A diadal hozzásegítette a központi hatalmakat a háború első hónapjainak túléléséhez, ellensúlyozva a marne-i vereséget. Ugyanakkor csökkentette az Osztrák–Magyar Monarchiára nehezedő nyomást is, amely a kaotikus mozgósítás és háborús tervezés következtében korai vereségeket szenvedett. A 2. hadsereg megsemmisülése lehetővé tette a németek számára, hogy a Mazuri tavaknál nem sokkal később ismét lesújtsanak. A 8. hadsereg Rennenkampf 1. hadseregét is legyőzte.